# Take Ionescu
Take or Tache Ionescu, (nascido Dumitru Ghiţă Ioan e também conhecido como Demetriu G. Ionnescu) (Ploieşti, 25 de outubro [ jul. 13 de outubro]  de 1858 — Roma, 2 de junho de 1922), foi um jornalista, advogado, diplomata e político centrista romeno. Tendo iniciado sua carreira política como um membro radical do Partido Liberal Nacional — PNL, ingressou no Partido Conservador em 1891, destacando-se como um conservador social e dando apoio para várias doutrinas progressistas e nacionalistas.
Ionescu é geralmente visto como tendo personificado a ascensão das políticas da classe média no Reino da Romênia do início do século XX e, por todo o período, promoveu um projeto de alianças balcânicas enquanto tomava medidas para incorporar as regiões da Transilvânia, Banato e Bukovina, então pertencentes à Áustria-Hungria.
Liderando sua própria facção dentro do Partido Conservador, entrou em choque com suas lideranças em 1907-1908, preferindo criar e liderar seu próprio Partido Democrático Conservador.